# Squillidae
Squillidae es una familia de camarón mantis (Stomatopoda), la única familia en la superfamilia Squilloidea. El género tipo es Squilla. Es la familia de estomatópodos con más géneros, como sigue: 
- Alima Leach, 1817
- Alimopsis Manning, 1977
- Alimopsoides Moosa, 1991
- Anchisquilla Manning, 1968
- Anchisquilloides Manning, 1977
- Anchisquillopsis Moosa, 1986
- Areosquilla Manning, 1976
- Belosquilla Ahyong, 2001[1]
- Busquilla Manning, 1978
- Carinosquilla Manning, 1968
- Clorida Eydoux & Souleyet, 1842
- Cloridina Manning, 1995
- Cloridopsis Manning, 1968
- Crenatosquilla Manning, 1984
- Dictyosquilla Manning, 1968
- Distosquilla Manning, 1977
- Erugosquilla Manning, 1995
- Fallosquilla Manning, 1995
- Fennerosquilla Manning & Camp, 1983
- Gibbesia Manning & Heard, 1997
- Harpiosquilla Holthuis, 1964
- Humesosquilla Manning & Camp, 2001
- Kaisquilla Ahyong, 2002
- Kempella Low & Ahyong, 2010
- Lenisquilla Manning, 1977
- Leptosquilla Miers, 1880
- Levisquilla Manning, 1977
- Lophosquilla Manning, 1968
- Meiosquilla Manning, 1968
- Miyakella Ahyong & Low, 2013
- Natosquilla Manning, 1978
- Neclorida Manning, 1995
- Neoanchisquilla Manning, 1978
- Oratosquilla Manning, 1968
- Oratosquillina Manning, 1995
- Paralimopsis Mossa, 1991
- Parvisquilla Manning, 1973
- Pontiosquilla Manning, 1995
- Pterygosquilla Hilgendorf, 1890
- Quollastria Ahyong, 2001[1]
- Rissoides Manning & Lewisohn, 1982
- Schmittius Manning, 1972
- Squilla Fabricius, 1787
- Squilloides Manning, 1968
- Tuleariosquilla Manning, 1978
- Visaya  Ahyong, 2004